# Neottiospora caricum
Neottiospora caricum är en svampart som beskrevs av Desm. 1843. Neottiospora caricum ingår i släktet Neottiospora, divisionen sporsäcksvampar och riket svampar.   Inga underarter finns listade i Catalogue of Life.